# HMS Stately (1784)
HMS Stately — 64-пушечный линейный корабль третьего ранга. Единственный корабль Королевского флота, названный Stately. 

## Постройка
HMS Stately — пятый линейный корабль типа Ardent. Заложен 25 мая 1779 года на частной верфи Рэймонда в Нортаме. Спущен на воду 27 декабря 1784 года. 

## Служба
В 1795 году Stately под командованием капитана Билли Дугласа, был частью эскадры контр-адмирала Джорджа Кейта Элфинстона, отправленной для захвата Капской колонии. Британский флот прибыл в бухту Саймонстауна в начале июня 1795 года, и когда голландский губернатор отказался сдаться, британцы атаковали Саймонстаун и заняли город. 7 августа 1795 года America, Stately, Echo и Rattlesnake обстреляли позиции голландев в городе Майзенберге и заставили их отступить. При этом Stately потерял лишь одного раненого. Сухопутная операция продолжалась до начала сентября, когда к британцам прибыло подкрепление из Кейптауна. В этот период был захвачен голландский 20-пушечный корабль Willemstadt en Boetzlaar, принятый в состав Королевского флота как HMS Princess, а также вооруженный бриг Star, затем переименованный в Hope. 
7 июля 1796 года Stately захватил французский капер Milanie у мыса Доброй Надежды. 17 августа 1796 года присутствовал при капитуляции голландской эскадры контр-адмирала Лукаса в Салданья-Бей.
В конце 1799 года Stately был преобразован в войсковый транспорт. В апреле 1800 года под командованием капитана Скотта отправился в Средиземном море с войсками, где принял участие в блокаде Генуи и Мальты. 
В 1801 году Stately принял участие в египетских операциях. 1 марта около 70 боевых кораблей вместе с транспортами, перевозящими 16000 солдат, прибыли в залив Абукир вблизи Александрии. Непогода задержала высадку войск на неделю, но 8 марта Кокрейн был назначен руководить флотилией из 320 шлюпок которые высадили войска на берег. Солдаты с французских береговых батарей попытались помешать высадке, но британцы смогли отобить их атаку и на следующий день сэр Ральф Эберкромби и вся британская армия уже была на берегу. Stately потерял четверых своих моряков, которые погибли при высадке, еще семеро было ранено.
Так как Stately принимал участие в египетской кампании с 8 марта по 2 сентября 1801 года, его офицеры и команда получили право на медаль с пряжкой «Египет», которой Адмиралтейство наградило в 1850 году всех выживших участников.
После заключения Амьенского мира Stately оставался в Средиземном море. Весной 1805 года он был отправлен в ремонт, и вновь вернулся в строй в октябре под командованием капитана Джорджа Паркера.
22 марта 1808 года Stately и HMS Nassau атаковали датский 74-пушечный линейный корабль Prins Christian Frederik у острова Зеландия. Пытаясь уйти от преследования, датский корабль сел на мель, и после перестрелки продолжавшейся почти два часа спустил флаг. Когда стало ясно, что снять его с мели не удастся, британцы сняли с корабля весь экипаж, а затем подожгли его. Потери на борту Stately составили 4 человека убитыми и 31 ранеными. Противник потерял пятьдесят пять человек убитыми и восемьдесят восемь ранеными. В 1847 году Адмиралтейство выпустило медаль с пряжкой «Stately 22 марта 1808», которой были награждены все выжившие участники.
Stately был отправлен на слом и разобран в 1814 году.